# Burluși
Burluși – wieś w Rumunii, w okręgu Ardżesz, w gminie Ciofrângeni. W 2011 roku liczyła 340 mieszkańców.